# 1850年8月7日日食
1850年8月7日日食为一次在协调世界时1850年8月7日（东半球为8月8日）出現的日全食。該次日食食分為1.0769，食甚維持6分50秒。

## 概述
這次日食的食分是1.0769，全食維持6分50秒。

## 基本參數
- 類型：日全食
- 食甚資料：
  - 日期：1850年8月7日
  - 時間：21時33分54秒
  - 地點：18N 142W
  - 食分：1.0769
  - 日全食持續時間：6分50秒

## 外部連結
- NASA日食專頁（页面存档备份，存于）（英文）